# Ласло-Куцюк Магдалина Андріївна
Магдалина Андріївна Ласло, у шлюбі Ласло-Куцюк (Laszlo-Kuţiuk Magdalena; 30 серпня 1928, Тімішоара — 2 вересня 2010, Бухарест) — одна з лідерок української громади Румунії, літературознавиця-україністка, перекладачка, шевченкознавиця.
Доктор філологічних наук з 1971, професор з 1972, лауреатка Премії імені Івана Франка.

## З біографії
30 серпня 1928 р. у м. Тімішоара (Румунія) в угорській родині. Навчалася в Клузькому, Бухарестському, Харківському університетах. У 1955—1983 рр. викладала українську літературу в Бухарестському університеті. Мешкала в Бухаресті. Володіла румунською, угорською, українською, російською, англійською, німецькою і французькою мовами; популяризувала українську літературу в Румунії та Західній Європі.
Чоловік — Кирило Куцюк.

## Творчість
Авторка праць «Шевченко в Румунії» (1961), «Дослідження українського фольклору в Румунії» (1965), «Румунсько-українські літературні взаємини ХІХ — початку ХХ ст.» (1972), «Питання української поетики» (1974), «Велика традиція» (1979), «Шукання форми» (1980), «Засади поетики» (1983), «Вогонь і слово» (1992), «Ключ до белетристики» (2000), «Творчість Шевченка на тлі його доби» (2002) та інших.

### Окремі видання

#### Українською
- Ласло-Куцюк М. Боги світла і боги темряви. — Бухарест, 1994. — 251 с.
- Ласло-Куцюк М. Вогонь і слово: Космогонічний міф на Україні. — Бухарест: Критеріон, 1992. — 257с.
- Ласло-Куцюк М. Засади поетики. — Бухарест: Критеріон, 1983. — 395 с.
- Ласло-Куцюк М. Ключ до белетристики. — Бухарест: Мустанг, 2000. — 292 с.
- Ласло-Куцюк М. Вогонь і слово: Космогонічний міф на Україні. — Бухарест, 1992. — 257 с.
- Ласло-Куцюк М. Питання української поетики. — Бухарест: Критеріон, 1974. — 208 с.
- Ласло-Куцюк М. Творчість Шевченка на тлі його доби. — Бухарест: Мустанг, 2002. — 348 с.
- Ласло-Куцюк М. Шукання форми: Нариси з української літератури XX століття. — Бухарест: Критеріон, 1980. — 327 с.
- Ласло-Куцюк М. Українська радянська література. — Бухарест, 1975. — 358 с.

#### Румунською
- Laszlo-Kutiuk M. Ghid de autocunoastere. Elemente de socionica — Bucuresti: Grupul Drago Print, Fed Print SA, 2000. — 78[2] p. — ISBN 973-97141-5-3
- Laszlo-Kutiuk M. Relatiile literare romano-ucrainene in sec. XIX inceptul sec. XX, 1974, 1977.
- Laszlo-Kutiuk M. Simbolismul european, vol. III, 1983.
- Laszlo-Kutiuk M. Exotica limitrofa. 1997.